# جيمس آرثر هادفيلد
جيمس آرثر هادفيلد (1882-1967) هو أحد روّاد العلاج النفسي الديناميكي في بريطانيا.
كان هادفيلد مُتأثراً في نهجه بكارل يونغ، لذا فقد كان يرى أيضاً بأنّ اضطرابات الطفولة تُعزى إلى فقدان الحماية الأبويّة بدلاً من كونها نتيجة قمع المحبّة الجنسيّة. كذلك كان هادفيلد مُهتمّاً بعلم ما وراء النفس، وكان مُؤمناً بالحياة بعد الممات وبظاهرة التخاطر.

## أعماله
لدى هادفيلد العديد من الأعمال، من أبرزها:
- علم النفس والأخلاق (1944)
- الأحلام والكوابيس (1954)
- الطفولة والمراهقة (1967)